# 다빈크
다빈크(DAVINK, VINK, 본명: 임형빈, 1977년 5월 29일 ~ )는 대한민국의 가수, 작곡가, 음악 프로듀서이다.

## 생애
1998년 신해철 3집과 1999년 영화 세기말 O.S.T에 각각 건반 세션과 작곡가로 참여한 것을 시작으로, 2000년 밴드 엠씨 더 맥스(M.C. the Max)의 전신인 문차일드(Moonchild)의 데뷔 앨범의 작곡 및 프로듀싱을 통해 참여하였고, 같은 해 신해철이 이끈 록밴드 비트겐슈타인(Wittgenstein)의 키보디스트로 데뷔하였다. 2002년에는 자신의 첫 솔로 정규 앨범을 발표하였으며, 이후 M.C. the Max, 신혜성, 신화, 김진표, 윤상, 러블리즈, 인피니트 멤버 남우현, 장동우 등 다수 아티스트의 앨범과 O.S.T에 참여하면서 작곡가 및 프로듀서로 본인의 이름을 널리 알렸다.
2012년 SBS에서 방영된 주말드라마 《신사의 품격》에 오프닝 타이틀곡으로 삽입된 섹소폰 연주곡 〈Smile〉은 많은 사람들에게 익숙한 그의 대표곡 중에 하나이다. 〈Smile〉은 원래 가창곡이 원곡으로, 보컬 버전이 드라마 종방에 맞춰 싱글앨범으로 발매되었고, 2015년 tvN의 예능프로그램 삼시세끼 정선편에 삽입되기도 하였다. 또한 이 곡으로 가수 윤상과 인연이 되어 2014년 프로듀싱 그룹 원피스(OnePiece)를 결성하였고, 걸 그룹 러블리즈의 앨범에 참여하였다. 2015년 MBC 간판 예능프로그램인 무한도전의 영동고속도로 가요제에 윤상이 정준하의 파트너로 참여했을 때 작곡팀의 일원으로 소개되어 대중들에게 많이 알려졌고, 11월에는 마이 리틀 텔레비전에도 출연하였다.
2017년 본인의 두 번째 정규 앨범인 《Just Arrived》를 발표하고 이후 매월 여행을 주제로 싱글을 발표하면서 활발히 활동하고 있다. 여행을 소리로 담아낸다는 뜻의 ‘사운드 트레블러’라는 별명으로 본인만의 독특한 사운드를 구축하고 있다. 2017년 9월부터 매월 잡지 빅이슈코리아에 여행 글과 본인이 직접 찍은 사진을 음악과 함께 기고 중이기도 하다.
2018년 1월에 트위터와 페이스북을 통해 새로운 레이블인 ‘다뮤지끄(DaMusiq)’의 설립 소식을 알렸고, 독립 후 첫 싱글 〈IT IS YOU〉를 3월에 발매하였다. 이전 소속사인 오드아이엔씨 측은 전속계약이 만료되었으며, 이후에도 원피스와는 지속적으로 교류할 예정이라고 밝혔다.
하지만, 이후 원피스가 아닌 단독으로 러블리즈, 인피니트 멤버인 장동우, 남우현의 솔로 앨범, 신혜성 솔로 앨범 등에 작곡, 작사로 참여를 하고 있으며, 2019년 12월 JTBC 슈가맨 시즌 3에서 그룹 A.R.T의 곡 '슬픈 얼굴' 러블리즈 리메이크 버전을 프로듀스하여 화재가 되기도 하였다.
2020년 러블리즈 7집 미니앨범 [Unforgettable] 수록곡 '절대, 비밀'을 작,편곡하며 러블리즈와는 인연을 이어가고 있다.

## 이력
- 비트겐슈타인 (2000~2001)
- 모노토닉 (2008)
- 원피스 (2014~)

## 음반

### 정규 음반
- Wittgenstein 1집 《A man's life》 - 〈Friends〉, 〈Cynical love song〉, 〈Pressure〉, 〈Dear my girlfriend〉 (2000)
- VINK 1집 《This is da vink》 (2002)
- DAVINK 《Just Arrived》 (2017)

### 미니 음반
- 《The Departure Lounge》 (2012)
- 《The Moment Flying》 (2013)
- 《Turbulence》 (2015)

### 싱글
- Monotonik 싱글 - 〈Krazy〉 (2008)
- O.S.T 신사의 품격 O.S.T Part.1 - 〈Smile (feat.Jay Kim)〉 (2012)
- 〈Smile (Original Vocal Ver.)〉 (2012)
- O.S.T 순정에 반하다 O.S.T Part.1 - 〈파라다이스〉 (2015)
- Onepiece 싱글 - 〈Let's get it〉 (2015)
- 〈난 바다로 간다〉 (2017)
- 〈고맙고 또 고맙다〉 (2017)
- 〈왜 모르니〉 (2017)
- 〈크리스마스 선물〉 (2017)
- 〈단추 구멍〉 (2017)
- 〈IT IS YOU〉 (2018)
- 〈PARTY〉 (2018)
- 〈물고기〉 (2018)
- 〈Love Letter〉 (2018)
- 〈아둥바둥〉 (2018)
- O.S.T 봄이 오나 봄 O.S.T Part.3 - 〈Magic (feat.스텔라장, Stella Jang)〉 (2019)
- <고맙고 또 고맙다 (Covid-19 Ver.) with 김사랑> (2020)

### 참여 음반
- Moonchild 1집 《Delete》 - 〈A boy from the moon〉, 〈Someday〉 (2000)

- 《이별...후에》 - 〈First Love〉 심은진과 듀엣 (2007)
- 제이워크 3집 《My Love》 - 〈21세기 우리들의 사랑이야기〉 피처링 (2008)

- M.C THE MAX 5집 《Returns》 - 〈Returns〉, 〈Hope〉 (2008)
- M.C THE MAX 6집 《Via 6》 - 〈Listen〉 (2008)
- M.C THE MAX 《Rewind & Remind》 - 〈Fever〉, 〈Far away〉 (2009)

- 신화 9집 《신화 9집》 - 〈Last train home〉, 〈Voyage〉 (2008)

- 신혜성 2집 《The Beginning, New days》 - 〈The beginning〉, 〈Island〉 (2007)
- 신혜성 3집 《Live And Let Live》 - 〈Awaken〉, 〈그대라서〉, 〈Love Actually〉 피처링 (2008)
- 신혜성 4집 《Keep Leaves》 - 〈Love Letter〉, 〈Still〉 (2009)
- 신혜성 일본 정규 1집 《Find Voice In Song Shin Hye Sung》 - 〈Gone Today〉, 〈Kotobani Dekinai〉 (2010)
- 신혜성 싱글 《Once Again #6》 - 〈그대라서〉 (2014)

- 김진표 《JP7》 - 〈서른일곱〉, 〈영원토록〉 (2013)

- 윤상 《The Duets Part 1》 - 〈Prelude to waltz〉, 〈Waltz〉, 〈Re: 나에게〉 (2014)

- Lovelyz 《Girls' Invasion》 - 〈Introducing the Candy〉, 〈어제처럼 굿나잇〉, 〈비밀여행〉 (2014)
- Lovelyz 《Hi~》 - 〈Introducing the Candy〉, 〈안녕 (Hi~)〉, 〈놀이공원〉, 〈어제처럼 굿나잇〉, 〈비밀여행〉 (2015)
- Lovelyz 《Lovelyz8》 - 〈Ah-Choo〉 (2015)
- Lovelyz 《Lovelinus》 - 〈Circle〉 (2015)
- Lovelyz 《A New Trilogy》 - 〈마음(*취급주의)〉 (2016)
- Lovelyz 《治癒》 - 〈Temptation〉 (2018)
- 남우현 《Second Write..》 - 〈I Swear〉, 〈Smile〉 (2018)
- 모노토닉 《이젠 어른》 - 〈이젠 어른〉 (2018)
- 엘리스 《너 미워! 줄리엣 OST》 - 〈솜사탕〉 (2019)
- 장동우 《BYE》 - 〈GUN〉 (2019)
- 남우현 《A NEW Journey》 - 〈넌 나만 바라봐〉 (2019)
- 신혜성 정규 《Setlist》 - <When We Met>, <Propose> (2019)
- 투유프로젝트 - 《슈가맨3 EPISODE.3》 - <슬픈 얼굴 (Produced by DAVINK)> (2019)
- Lovelyz 《Unforgettable》 - 〈절대, 비밀〉 (2020)

## 방송
- 2015년 MBC 《무한도전 영동고속도로 가요제》
- 2015년 MBC 《마이 리틀 텔레비전》